# アクティ汐留
アクティ汐留（アクティしおどめ、Acty Shiodome）は、東京都港区海岸一丁目に都市基盤整備公団（現：UR都市機構）が建設した都市型賃貸住宅である。

## 概要
旧国鉄汐留貨物駅跡地および周辺地域からなる敷地面積31haに及ぶ大規模再開発エリア「汐留シオサイト」に、公共団体からの強い要請を受け事業参画した都市基盤整備公団が、定住人口の確保を狙う都市型賃貸住宅と都市居住を支える生活支援施設を併合した超高層マンションを建設し、2004年3月から供給が開始された。竣工時は賃貸としては日本一の超高層マンションだった。
1階には24時間営業のスーパーマーケット「マルエツプチ」、2階には医療・託児施設（松島クリニック汐留、アスク汐留保育園）が入り、3～44階を公団の賃貸住宅「アクティ汐留」、45〜56階は公団が、民間賃貸住宅事業者との共同による都心居住を進めるため2000年度に制度化した「民間事業者賃貸住宅制度」を用いて初めて公募を行い、その結果、住友不動産が賃貸住宅「ラ・トゥール汐留」として供給している。なお、アクティ汐留は公団の後身であるURが、2017年に賃貸住宅事業を実施する運営事業者の募集を行い、競争入札を経て、アクティ汐留及びトリニティー芝浦賃貸住宅管理運営事業共同体（代表者：長谷工ライブネット）」が落札者に決定し、10月1日から管理運営を行っている。
建物は中央部に吹き抜けを有するボイド型平面建築であり、中間階に配置された空中庭園と共に、自然光の取り込みと空気流動性に配慮した形状とし、住戸は階層ごとに多彩なプランを供給することを求められたため、スケルトン・インフィル住宅の考え方を導入した。また、アクティ汐留とラ・トゥール汐留は入り口を別にしている。